# Saturnia pyri
Saturnia pyri, Bướm đêm chim công khổng lồ, là một loài bướm đêm thuộc họ Saturniid bản địa châu Âu. Đây là loài bướm đêm châu Âu lớn nhất và được gọi là Bướm đêm chim công vĩ đại, Bướm đêm hoàng đế khổng lồ hay Hoàng đế Viên. 

Phân bố của loài bướm này ở châu Âu

Loài bướm này phân bố ở bán đảo Iberia, miền nam Pháp và Ý và đến tận Xibia và phía bắc Châu Phi. Nó không hiện diện ở Vương quốc Anh.

## Hình ảnh

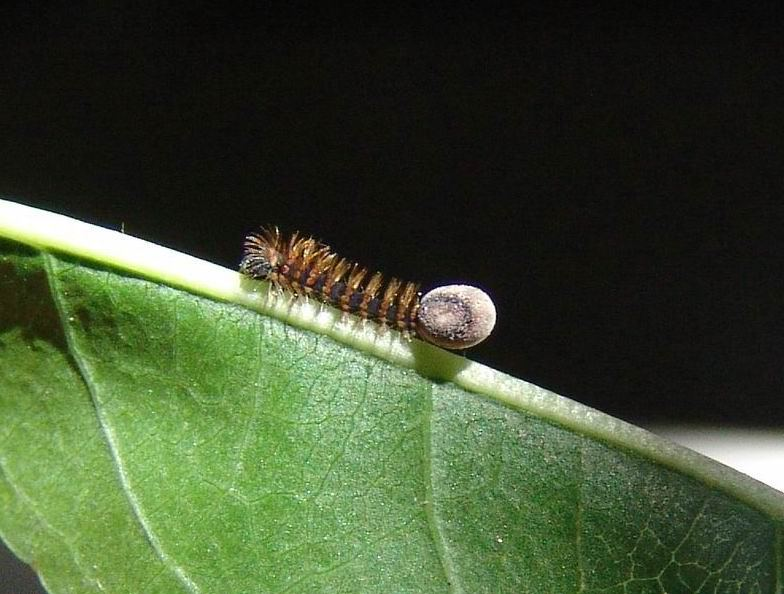
Nở trên lá hạnh
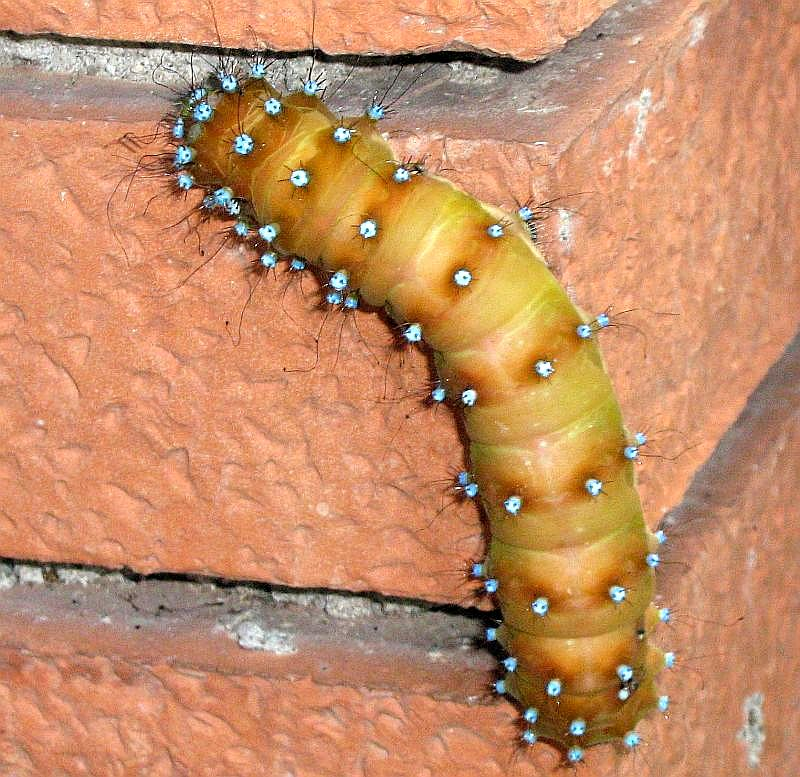
Sâu bướm
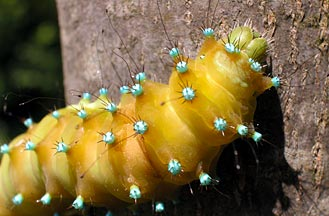
Sâu bướm
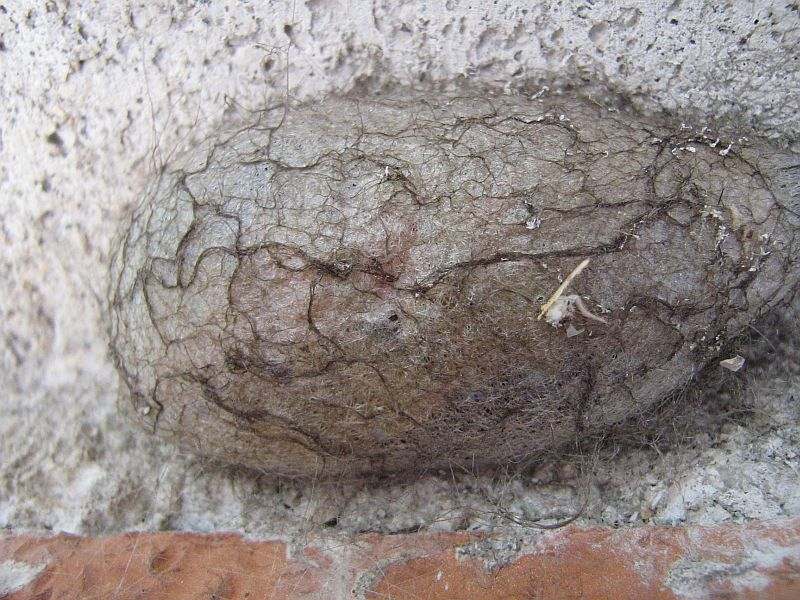
Tổ kén
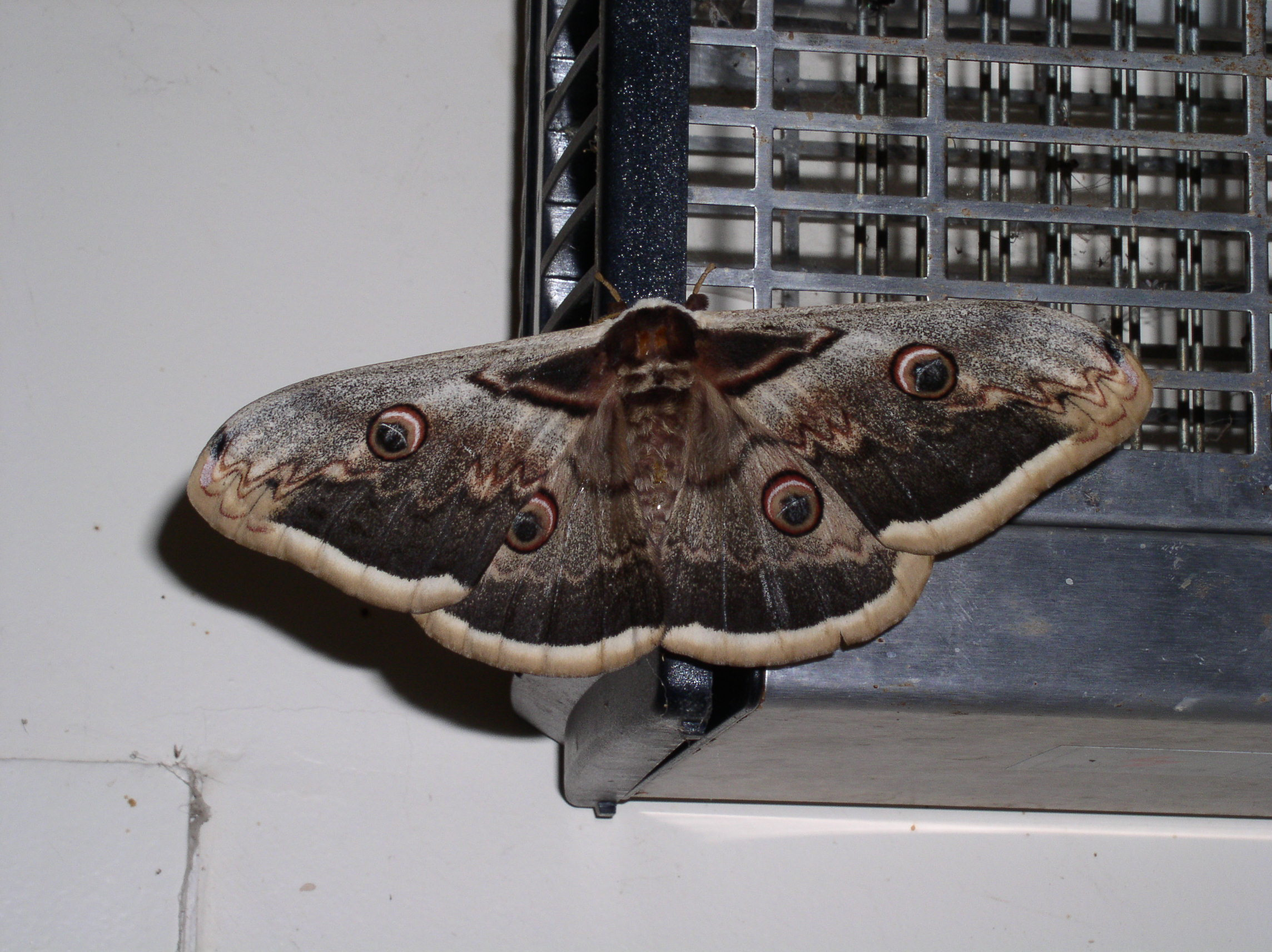
Con cái
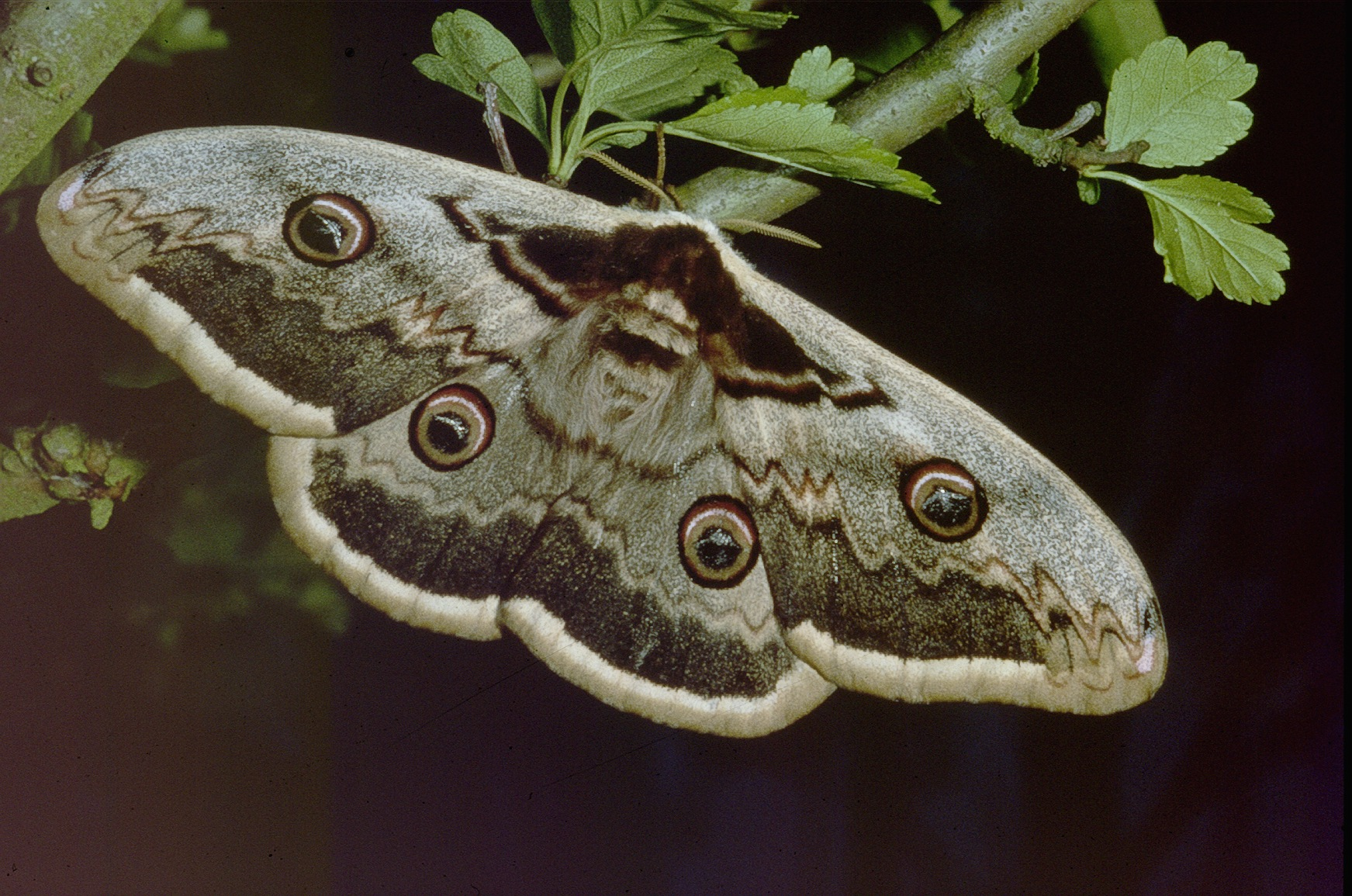
Con đực về đêm
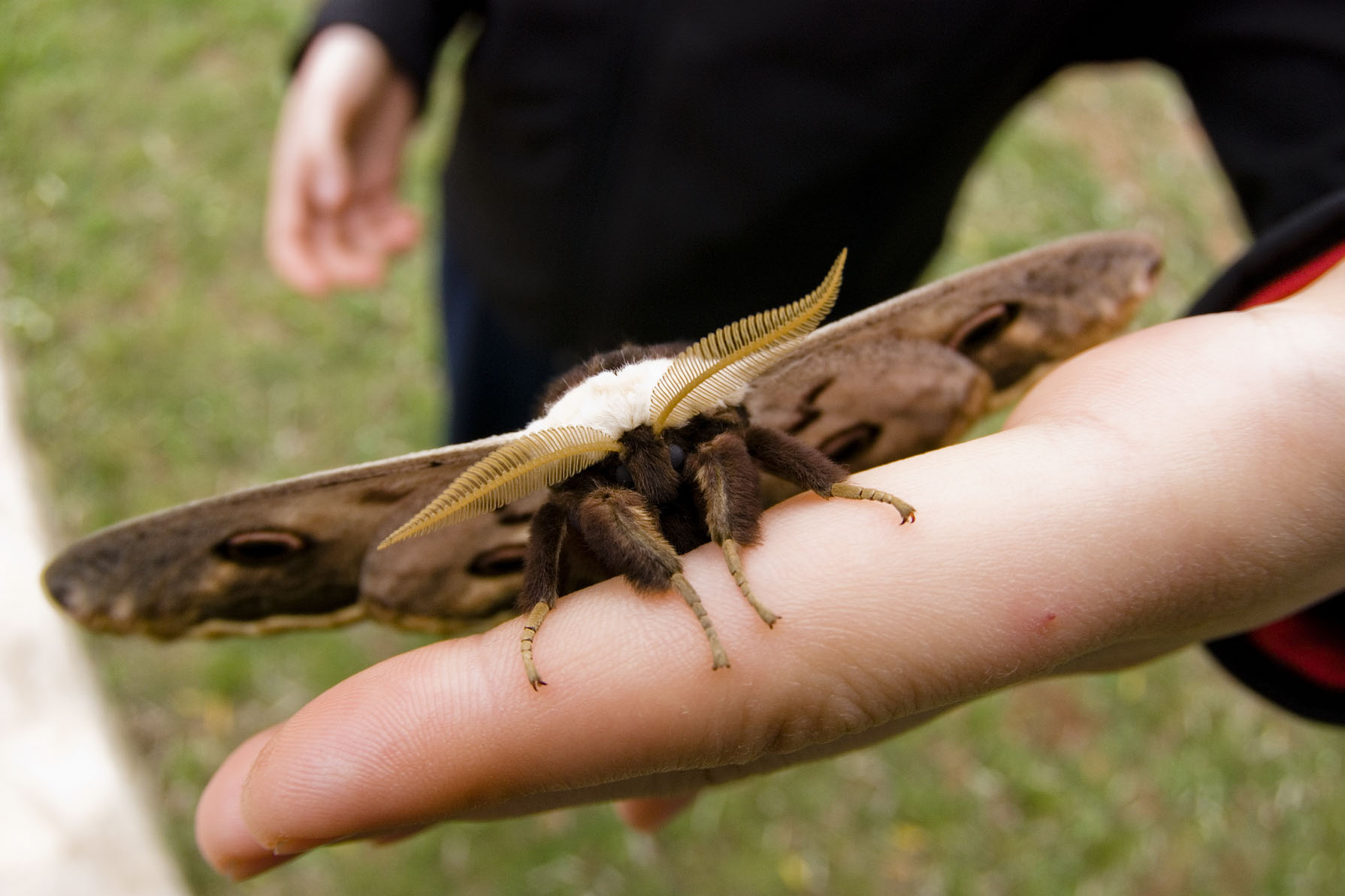
Con bướm trên bàn tay